# Luo Pan
Luo Pan je naziv za posebnu vrstu proširenog kineskog kompasa koji se koristi za feng shui analizu stambenih i poslovnih prostora.

## Dijelovi
Luo Pan sastoji se od više koncentričnih krugova, kojih može biti između četiri i četrdeset, poredanih jedan oko drugog u čijem središtu se nalazi magnetna igla, koja pokazuje pravac sjever-jug. Ruža kompasa podijeljena je na 360°, te na osam pravaca, četiri glavna (istok, zapad, sjever, jug) i četiri sporedna (sjeveroistok, sjeverozapad, jugozapad, jugoistok). 
Broj krugova može biti različit, ovisno o namjeri feng shui majstora koji ga je osmislio. Krugovi se tumače počevši od sredine prema van. Svaki krug prikazuje svojstva pojedinog aspekta feng shui analize (npr. pet elemenata, boje, I Ging trigrame, brojeve, sektore, znakove kineskog zodijaka itd.).
Jedan od najvažnijih krugova svakako je onaj koji prikazuje 24 planine, od kojih svaka iznosi 15° (360 podijeljeno s 15 iznosi 24). Ova podjela utoliko je važna jer se mnoge formule feng shuia pozivaju na nju kada definiraju povoljne i nepovoljne pravce.

## Legenda
Postoji nekoliko verzija legende o otkriću Luo Pana. Ono u čemu se svi slažu jest činjenica da je car Hoang Ti (Huang Di), poznat i kao Žuti car, bio prva osoba koja ga je ikada upotrijebila i to u vojne svrhe, te da mu ga je na poklon dala Dama devet nebesa. Do danas nije postignut konsenzus o tome tko je zapravo bila ta tajanstvena dama. Prema nekim izvorima bila je to njegova kći miljenica, dok drugi tvrde kako je to bila neka kineska božica.
Osnova ide tako da se glasoviti car, nakon što je pobijedio četiri velika cara svog vremena koji su mu bili susjedi na sve četiri strane svijeta, našao u boju protiv odmetnutog vojnog zapovjednika Chih Yue. Ovaj je pak bio poznat po brojnim neetičnim trikovima i taktikama kojima se služio u borbi, pa je tako podigao veliku "crnu oluju" kako bi oslijepio i dezorjentirao vojsku Žutog cara. U tom kritičnom trenutku pojavila se Dama devet nebesa i poklonila caru bojna kola s ugrađenim Luo Panom, pomoću kojega je uspio pronaći pravi smjer kretanja i povesti svoju vojsku u pobjedu.
Kako je Žuti car između ostalog bio učenjak i zainteresiran za inoviranje, gradnju i poboljšanje životnih uvjeta, bavio se izučavanjem oblika i formi krajolika, te izgradnjom naselja. Vjeruje se kako je uravo on otkrio Lo Shu, stoga ne čudi da je za Luo Pan našao bolju namjenu od one vojne, naime feng shui. 